# Elmina (Staat)
Elmina ist der Name eines historischen Staatswesens an der Küste des heutigen Ghana, das als unabhängiger Zusammenschluss mehrerer Dörfer um die gleichnamige Stadt Elmina vom Ende des 16. Jahrhunderts bis zur Unabhängigkeit Ghanas existiert hat, sofern von einer Bewertung der kolonialen Oberherrschaft zwischen 1874 und 1957 abgesehen wird.
Das in Elmina in der Vergangenheit praktizierte Herrschaftssystem ist jedoch eines der Merkmale, in denen sich die Elminaer von den übrigen Akan-Völkern unterscheiden, obgleich sie heute mit zum Akan-Volk der Fante gerechnet werden und sich auch selbst so identifizieren.

## Zur Identität der Elminaer
Die Elmina, korrekter Elminaer, werden im heutigen Ghana ethnologisch mit zum Akan-Volk der Fante gerechnet, da sie sich von diesen weder kulturell noch linguistisch signifikant unterscheiden. Auch die Elminaer selbst sehen sich heute weitestgehend als Fantis. Dennoch hat sich unter den Elminaern die Erinnerung an eine nicht-fantische Vergangenheit bis heute bewahrt, die zum Beispiel auch aus historischen Dokumenten der Portugiesen und Holländer erkennbar ist. Vor allem drei Gegebenheiten sind es, die aus heutiger Sicht auf eine nicht-akanische Herkunft der Elminaer hinweisen: 1.) die Struktur der politischen Verwaltung Elminas in der kolonialen und heutigen Zeit, 2.) die historischen Beziehungen zwischen den Elminaern und ihren Nachbarn und 3.) die Beziehungen zwischen den Elminaern und den Holländern bis 1872.

## Die Zeit der portugiesischen Präsenz
Kwa Amankwa gilt traditionell als Gründer und erster König von Elmina. Trotz dieses Gründerkönigs hat es in Elmina ein Königtum wie in anderen Akanstaaten, das auf einer Erbfolge innerhalb einer königlichen Familie basierte, nicht gegeben. Es existiert heute zwar eine sog. „königliche Familie“ in Elmina, welche die Nachkommen früherer Könige umfasst, aber hier sind mehrere Abusua (weibliche Blutslinien) miteinander gekreuzt, ein Umstand, den man sonst bei den Königslinien der Akan nicht antrifft, wenn man von Kreuzcousinenheiratsarrangements zwischen zwei matrilinearen Familiengruppen einmal absieht.
Im 16. und 17. Jahrhundert gehörte Elmina zu einem Teil zu Eguafo (der Bereich westlich des Benya-Flusses, der den Ort durchfließt) und zum anderen zu Fetu (das Areal östlich des Benya), weshalb der Ort auf portugiesischen Seekarten auch zumeist „das zweigeteilte Dorf“ (Aldea das duas Partes) genannt wurde. Im Hinterland von Elmina hatte sich im 15. Jahrhundert, vielleicht sogar schon eher, ein großes Reich „Adossen(i)“ befunden, dass sich etwa im Küstenhinterland zwischen dem Gebiet des späteren Fante und dem Kap der drei Spitzen bis in das spätere Ahanta und Nzima hinein erstreckte. Der Hauptteil der Bevölkerung von Adosseni identifizierte sich jedoch als Adesi, d. h. als Guang, in denen das akanische Kulturelement erst in späterer Zeit, wahrscheinlich als Reaktion auf die Expansion des Denkira-Reiches im 17. Jahrhundert, verstärkt eindrang und aufblühte. Adosseni fiel jedoch Ende des 15. Jahrhunderts (zur Zeit der ersten Portugiesen) in mehrere kleinere Staaten, den sog. „Adesi“-Staaten, auseinander, zu denen auch die drei nebeneinander liegenden Küstenstaaten Eguafo, Fetu und Sabou gehörten.
Trotz eines fehlenden Königtums hatte es zu Zeiten der Portugiesen eine einheimische Persönlichkeit mit dem Titel Xerife da Mina gegeben, einen Posten, den die Portugiesen im Jahre 1510 kreiert hatten, nachdem es zwischen Elmina und Fetu zu Spannungen gekommen war. Die Elminaer hatten damals bei den Portugiesen um Schutz ersucht, um sich der Bevormundung aus Fetu und Eguafo zu entziehen und eine Allianz mit den Einheimischen lag auch im portugiesischen Interesse. Der Xerife von Mina sollte dabei bei den Portugiesen die afrikanische Seite der Allianz repräsentieren und in dieser Hinsicht auch das einheimische Oberhaupt von Elmina sein. Man könnte in ihn einen König von Elmina sehen, allerdings mit einem Machtbereich, der eng auf die Stadt begrenzt und zudem an die portugiesische Präsenz gebunden war. Immerhin verliefen die Handelsrouten nach Elmina durch Fetu oder Eguafo und ohnehin waren Häuptlinge und reichere Händler von Elmina im Interesse ihres Handels mit einem der beiden Könige verbündet.
Die eigentliche Macht in Elmina, und das wird auch in historischer Literatur betont, lag vor 1872 vor allem in den Händen der Führer der Asafo-Kompanien der einzelnen Stadtviertel. Ohne deren Unterstützung hätten es die Portugiesen wahrscheinlich sehr schwer gehabt, die holländischen Angriffe, die zwischen 1603 und 1625 auf Elmina stattfanden, abzuwehren und auch den Holländern wäre 1637 eine Eroberung von Fort São Jorge da Mina ohne Unterstützung aus Elmina und Kommenda mit Sicherheit nicht geglückt.
Im 17. Jahrhundert werden drei Asafo erwähnt, im 18. Jahrhundert sieben und ab Beginn des 19. Jahrhunderts bis heute existieren zehn solcher Asafos, wobei sich die Zugehörigkeit zu einer der Asafo patrilinear vom Vater auf den Sohn vererbt. Unter ihnen ist die Enyampa jene Asafo, aus deren Reihen ein neuer Omanhene gewählt wird, der aber nur mit Zustimmung der übrigen neun Asafo installiert werden kann. Diese Regelung besteht auch heute noch.
Ab wann man genau von einem unabhängigen Elmina sprechen kann, liegt im Dunkeln. Möglicherweise kann man den gemeinsamen Angriff von Fetu und Eguafo auf Elmina von 1570 als Versuch ansehen, die verlorengegangene Souveränität wiederzuerlangen. Dapper, ein holländischer Arzt, erwähnt um 1660 herum, dass bereits um 1600 herum die Schwarzen von Elmina isoliert und wie in einer Republik gelebt hätten und dass Elmina ein von den anderen Staaten unabhängiges Dorf sei. Einen König von Elmina erwähnen weder die europäischen Autoren des 17. Jahrhunderts noch die holländischen Gouverneure. Die politische Isolation Elminas auf der Küste verstärkte sich noch zusätzlich, als sich bereits kurze Zeit nach dem Aufblühen des Aschanti-Reiches freundschaftliche Beziehungen zwischen den Aschanti und den Elminaern sowie den Holländern entwickelten.

## Die Zeit der niederländischen Präsenz
Erst für das Jahr 1732 taucht in den niederländischen Dagregister erstmals der Königstitel auf, als Codja Comma einen Vertrag mit den Niederländern als „Oberkönig“ unterzeichnete. Eine reale Machtposition war dies jedoch nicht, man könnte in ihn eher eine Repräsentationsfigur sehen. Dies ist wahrscheinlich auf die zahlreichen Konflikte zurückzuführen, welche die Elminaer besonders im 18. Jahrhundert mit ihren Nachbarn auszufechten hatten. Mindestens vier ihnen, 1726, 1738, 1740 und 1782 waren größere Angriffe der Fantis, welche Elmina, teilweise mit Unterstützung aus Eguafo, Fetu, Sabou, Abram und sogar Anomabu, in großer Überzahl angriffen. Alle diese Angriffe konnten jedoch abgewehrt werden, was nicht zuletzt einer aus militärischen Gesichtspunkten äußerst günstigen Lage geschuldet ist. Der größte Sieg, den die Elminaer in ihrer Geschichte wohl erfochten hatten, war jener von 1740, als eine Armee von etwa 5000 Elminas ohne niederländische Unterstützung (!) die Stadt gegen etwa 15.000–30.000 Fantis trotz einer mehrmonatigen Belagerung erfolgreich verteidigen konnte.
Seit dem Beginn ihrer Präsenz in Elmina war die Allianz zwischen den Niederländern und Elmina mit wenigen Ausnahmen eine sehr enge. Die Niederländer waren auf die militärische Unterstützung der Einheimischen angewiesen und hatten zum Beispiel während ihres Kommendah-Krieges in den 1690er Jahren in den Elminaern treue Verbündete. Die Bedeutung, welche eine militärische Unterstützung seitens der Einheimischen für die Niederländer hatte, zeigte sich zum Beispiel in dem Umstand, dass der Ekuewessonhen, der zivile Führer der Asafo-Kompanien, zu Zeiten des Gouverneur Daendels ein Kostgeld von acht Engels monatlich erhielt, die einzelnen Kompanien jeweils fünf Engels, während der Omanhen (König) lediglich vier Engels bekam. Die Elmina ihrerseits profitierten vom Wohlstand als auch vom militärischen Schutz, denen ihnen die niederländische Präsenz mehr oder weniger bescherte. Wie schwach dabei die Machtposition des Omanhen von Elmina war, wird zum Beispiel daran deutlich, dass im 18. Jahrhundert die Jurisdiktion in bedeutenden Angelegenheiten zumeist dem niederländischen Gouverneur übertragen wurde.

## Der Edina-Staat
Der Edina-Staat entstand 1872 als eine Folge des Fanti-Elmina-Krieges von 1868. Allerdings wurden mehrere Staatsämter Edinas erst als Reaktion auf das britische Bombardement von 1873 kreiert. Gemäß der Verfassung, die seitens der britischen Kolonialmacht dem Edina-Staat 1928 gegeben wurde, bestand die Staatsführung Edinas, die im Wesentlichen auf die Strukturen von 1873 zurückgeht, aus folgenden Personen: der König (Omanhen), der Omankyeami (eine früher erbliche Position), der Ekuewessonhen (das zivile Oberhaupt der Asafo-Kompanien) und die Flügelkommandanten der einzelnen Armeedivisionen, die unter den einzelnen Dorfhäuptlingen (Ohen) des Edina-Staates erwählt wurden, welche in ihrer Gesamtheit den Edina-Staat bildeten.
Im Gefolge des Omanhen werden noch die Besonfu erwähnt, die offiziellen Ratgeber des Königs. Obgleich die Bezeichnung wörtlich „sieben Personen“ (Ba-Eson) lautet, werden 1928 24 Besonfu gesondert erwähnt. Daneben gehörten zur Staatsführung zwölf Amanfu, die Assistenten des Königs in religiösen und staatlichen Angelegenheiten, die Supi, d. h. die Kommandeure der einzelnen Asafo-Kompanien sowie die Mbaahimba, d. h. die Versammlung der Adels-Frauen einschließlich der weiblichen Nachkommenschaft früherer Könige. Hinzu kommt noch der Sahene, d. h. der militärische Oberbefehlshaber der Armee, dessen Ernennung aber nur für Zeiten des Krieges vorgesehen war.

## Herrscherliste
offizieller Herrschertitel: im 15. Jahrhundert: „Caramansa“ oder nur „Mansa“ (ein Herrschertitel aus der Mandé-Sprache), ab 1510: „Xerife da Mina“, später: „Omanhen“ (Plural: „Amanhin“), manchmal auch nur „Ohen“ (Dorfhäuptling)
Anmerkung: Im Folgenden soll nur eine von mehreren Listen stellvertretend wiedergegeben werden (Wartemberg, [1a]), jedoch unter Ergänzung der in den holländischen Registern erwähnten Namen [1b].
| Elmina | Elmina    | Elmina | Elmina    | Elmina |
| Nr.    | Zeit      | Name | Quelle    | Bemerkungen |
| ------ | --------- | --- | --------- | --- |
| 1.     | 1300–1355 | Kwa Amankwa | [1a]      | |
| 2.     | 1355–1390 | Kwegya Ansa I. | [1a]      | |
| 3.     | 1390–1426 | Ampon Kuma | [1a]      | |
| 4.     | 1426–1450 | Ebu I. | [1a]      | |
| 5.     | 1450–1475 | Amankwa II. | [1a]      | |
| 6.     | 1475–1510 | Kwamena Ansa | [1a]      | |
| 7.     | 1510–1545 | Kwegya Ansa II. | [1a]      | |
| 8.     | 1545–1572 | Kofi Ahen | [1a]      | |
| 9.     | 1572–1605 | Eselfi Kondua | [1a]      | |
| 10.    | 1605–1660 | Ntakudzi I. | [1a]      | |
| 11.    | 1660–1680 | Ampon (Dziedur) | [1a]      | |
| 12.    | 1680–1720 | Ohenba Ebu II. | [1a]      | |
| 13.    | 1720–1760 | Anowi Coedja Comma ? Andue, Annuwe, Amnue Aussie Andue (erneut) Aussie (erneut)                                       | [1a] [1b] | regierte im Mai 1732 im November 1732 regierte 1735 und 1743, entstuhlt regierte 1746, entstuhlt 1748 reinthronisiert 1748, starb 1749 reinthronisiert, regierte 1750, starb 1760 |
| 14.    | 1760–1820 | Di Ewu Ahin, (Atjin) Quetja Ahin Quetja (erneut ?) ? Quamin Ahin Quow Etja (Quetja) Quetja Coema Andowee Cobbina Ahin | [1a] [1b] | inthronisiert 1760, regierte noch 1772 regierte 1776, war 1777 für 6 Monate entstuhlt signierte 1781 Vertrag als König regierte (erneut ?) 1787 starb 1794 inthronisiert 1794 regierte 1795, „vorläufig entstuhlt“ 1803 inthronisiert 1804, starb 1811 inthronisiert Februar 1811, starb November 1811 regierte 1816, starb 1824 |
| 15.    | 1820–1868 | Kwa Amankwa Kwamena Anowi Diawu Kobina Condua Kobina Gyan                                                             | [1a] [1b] | inthronisiert 1826, entstuhlt 1831 inthronisiert 1831, starb 1863 inthronisiert 1863, entstuhlt 1869 inthronisiert 1869, deportiert von den Briten 1873 |